# Nasa-Silbermine

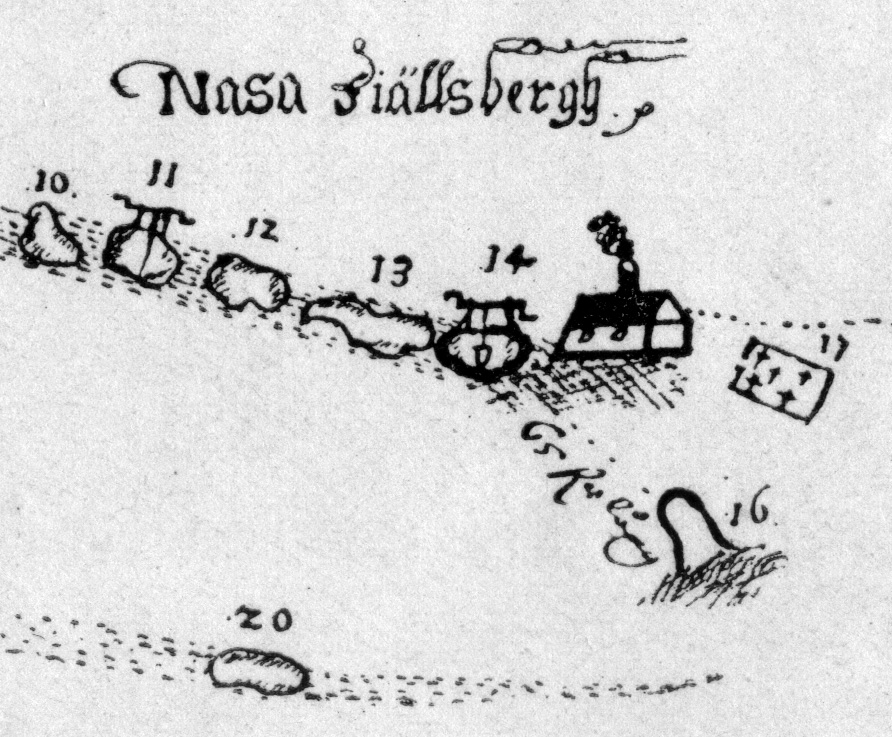
Skizze der Lage von Pingen, Brunnen, Unterkunft, Friedhof und Mine um 1646

Die Nasa-Silbermine (schwedisch: Nasa silvergruva) befindet sich in Nasafjäll unmittelbar östlich der norwegischen Grenze in Schweden. Der Abbau von Silber begann im Jahr 1635, nachdem die beiden Samen Jöns Persson und Peder Olafsson 1634 Silber entdeckt hatten, und dauerte in einer ersten Phase bis 1659. Von 1770 bis 1810 wurden die Arbeiten wieder aufgenommen.

## Geschichte
In der ersten Periode (1635–1659) wurden die Samen zwangsrekrutiert und verpflichtet, das Erz mit ihren Rentieren von den Minen nach Silbojokk am Sädvajaure zu transportieren, wo es geschmolzen wurde. Arbeitsverweigerung wurde hart bestraft, so dass viele Samen nach Norwegen flohen. 1659 wurden aufgrund des Krieges gegen Schweden die Mine und das Schmelzwerk während einer militärischen Invasion Norwegens überfallen und zerstört. Bewegliche Güter wurden nach Norwegen gebracht und die Infrastruktur niedergebrannt. Damit endete die erste Periode des Silberabbaus in Nasafjäll.
1770 wurde die Silbermine von einer anderen Firma erneut in Betrieb genommen. Das Schmelzwerk wurde in Adolfström gebaut, da der Wiederaufbau des Schmelzwerkes in Silbojokk wegen starker Abholzung des Waldes unmöglich geworden war. Es wurden Transportwege und eine neue Siedlung gebaut. Im Winter wurde das Erz mit Rentieren und im Sommer mit Pferden transportiert. 1810 wurden die Mine in Nasafjäll und das Schmelzwerk in Adolfström außer Betrieb genommen.